# Zacharias Brendel der Jüngere

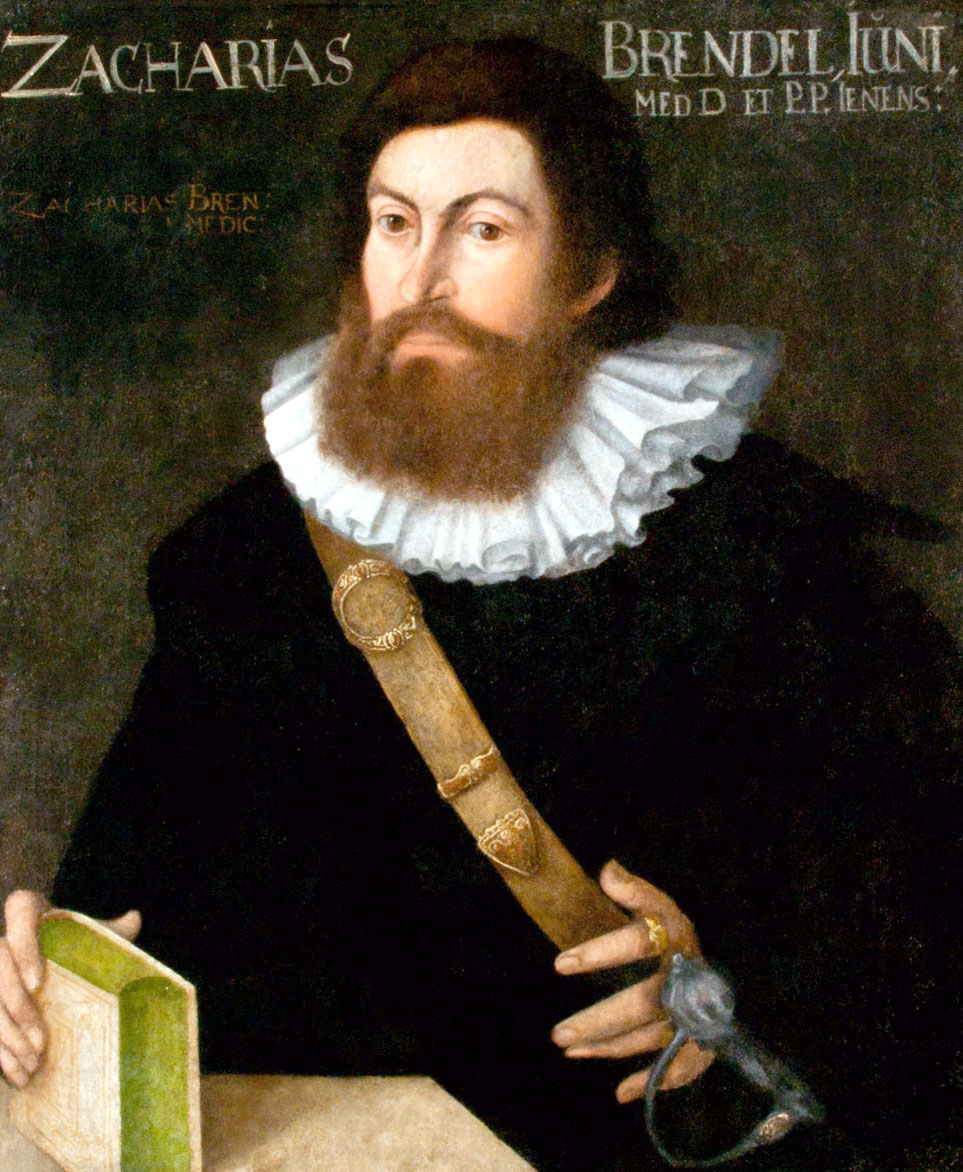
Zacharias Brendel d. J.

Zacharias Brendel der Jüngere, auch: Brendelius, (* 1. Januar 1592 in Jena; † 13. Juni 1638 ebenda) war ein deutscher Mediziner und Chemiker.

## Leben
Brendel war ein Sohn des Mediziners Zacharias Brendel der Ältere und dessen erster Frau Elisabeth Wex. Im Sommersemester 1603 wurde er an der Universität Jena eingetragen und dürfte dort zunächst ein philosophisches Grundstudium absolviert haben. Nach einer Studienreise nach Italien wechselte er am 6. März 1612 an die medizinische Fakultät der Jenaer Hochschule und promovierte am 5. November 1617 in Jena zum Doktor der Medizin. Danach war er als Arzt in Glauchau, Pößneck, Schönburg und Weimar tätig. Nach dem Tod seines Vaters erhielt er am 15. Januar 1627 die dritte medizinische Professur der Botanik an der Salana. In dieser Eigenschaft beteiligte er sich auch an den organisatorischen Aufgaben der Jenaer Hochschule. So war er einige Male Dekan der medizinischen Fakultät und im Wintersemester 1630 sowie 1636 Rektor der Alma Mater.
Brendel betätigte sich vor allem auf dem Gebiet der pharmazeutischen Chemie und Iatrochemie. So begründete er in Jena 1636 ein chemisches Kollegium, in welchem er die damalig als „Phytomedizin“ bezeichnete Wissenschaft an der Jenaer Hochschule zu etablieren suchte. In seinem Hauptwerk, dem Lehrbuch Chymiam in artis formam redactam, befasste er sich unter anderem mit der Herstellung trinkbaren Goldes und versuchte die Chemie als Hilfswissenschaft der Medizin zu etablieren. Dieses Werk wurde nach seinem Tod mit einer Vorrede von Werner Rolfinck herausgegeben. Vor allem in der niederländischen Hochschullandschaft fand dieses Anklang, wo es weitere Auflagen erlebte.

## Werke (Auswahl)
- Tractatus de Inductorum purgantium viribus dosi. Jena.
- De ventriculi imbecillitate etc.
- Disputatio Inauguralis De Cardialgia. Jena 1630 (diglib.hab.de).
- Chymiam in artis formam redactam. Jena 1630, 1641 (archive.thulb.uni-jena.de), Amsterdam 1659, 1668, Leiden 1671.
- Disputatio Isagogica De Medicina Arte Nobilissima. Jena 1635 (archive.thulb.uni-jena.de).
- Dissertatio Medica Inauguralis De Ventriculi Imbecillitate. Jena 1638 (books.google.de).